# Victoriaincola penhae
Genre
Espèce
Victoriaincola penhae, unique représentant du genre Victoriaincola, est une espèce d'opilions laniatores de la famille des Gonyleptidae.

## Distribution
Cette espèce est endémique d'Espírito Santo au Brésil. Elle se rencontre vers Vitória.

## Description
La femelle holotype mesure 6,5 mm.

## Étymologie
Son nom d'espèce lui a été donné en référence au lieu de sa découverte, Penha.

## Publication originale
- Soares & Soares, 1946 : « Novos opiliões do Espírito Santo e um novo opilião do estado do Pará. » Papeis Avulsos do Departamento de Zoologia, vol. 7, no 15, p. 195–212.